# Amy Alcott
Amy Alcott, née le 22 février 1956 à Kansas City, Missouri, est une golfeuse américaine.

## Biographie
Après avoir remporté l'US Open junior de golf, elle passe très tôt professionnelle, à l'âge de 19 ans. Elle ne tarde pas à remporter son premier titre professionnel en remportant son troisième tournoi. Sa première saison sur le circuit américain se termine par un titre de « rookie of the year ».
Depuis sa première saison en 1975 jusqu'à 1981, elle remporte au moins un tournoi chaque année, dont quatre en 1979 puis 1980. Lors de ces deux saisons, elle remporte ses premiers titres majeur, lors du Peter Jackson Classic en 1979 puis lors de l'Open américain.
Elle remporte ensuite trois nouveaux majeurs, les trois obtenus lors du Nabisco Dinah Shore, en 1983, 1988 et 1991, édition qui sera finalement sa dernière victoire sur le circuit. Dans les autres majeurs, ses meilleurs résultats sont une troisième place lors du Maurier Classic de 1985 et de l'open américain 1991 et deux deuxièmes places lors du LPGA Championship, en 1978 et 1988.
Sa victoire lors du Nabisco Dinah Shore 1991 est sa 29e, à une victoire d'une introduction automatique dans le World Golf Hall of Fame. Elle essaye donc en vain de remporte une trentième victoire. Elle se sera finalement introduite en 1999 après une modification des règles d'introduction au Hall of Fame.

## Palmarès

### Autres distinctions
Intronisée au World Golf Hall of Fame en 1999.